# سعد القرظ
سعد بن عائذ المؤذن الأنصاري، مؤذن النبي محمد صلى الله عليه وسلم، ومولى عمّار بن ياسر وقيل مولى الأنصار ويقال اسم أبيه عبد الرّحمن، كان يتّجر في القرظ فقيل له سعد القرظ. ولهذا عرف بسعد القرظ لأنه لزم بيعه، جعله النبي مؤذناً بقباء، ثم أذن لما ترك بلال الأذان بالمسجد النبوي حتى مات فتوارث بنوه الأذان فيه.

## اسمه ونسبه
سعد بن عائذ الأنصاري القرظي بفتح القاف والراء وفي آخرها الظاء المعجمة، والمشهور بالانتساب إليه: عبد الرحمن بن سعد بن عمار القرظي، من أولاد سعد القرظ.

## أخباره
عن القاسم بن محمد بن عمر بن حفص بن عمر بن سعد القرظ، عن آبائه أن سعيدًا اشتكى إلى محمد قلة ذات يده، فأمره بالتجارة فخرج إلى السوق، فاشترى شيئاُ من قرظ فباعه فربح فيه، فذكر ذلك لمحمد، فأمره بلزوم ذلك، وروى أحاديثًا عن محمد، وأذّن في حياته بمسجد قباء، ثم نقله أبو بكر من قباء إلى المسجد النبويّ، فأذّن فيه بعد بلال بن رباح، وتوارث عنه بنوه الأذان، إلى زمن مالك بن أنس وبعده أيضًا، عاش سعد القرظ إِلَى أيام الحجاج الثقفي.
وَقَالَ خليفة بن خياط: أذّن لأبي بكر سعد القرظ مولى عمار بن ياسر، هو كان مؤذنه إلى أن مات أبو بكر، وأذّن بعده لعمر بن الخطاب.
أخبر محمد بن عمر، قال: حدثني إبراهيم بن محمد بن عمار بن سعد القَرَظ، عن أبيه، عن جدّه، قال: لما توفي محمد أَذَّن سعدٌ القَرَظ لأبي بكر وعمر بالمدينة، وكان يحملُ العَنَزَةَ أَمَامهما في العيدين.
أخبر محمد بن عمر، قال: حدّثني أبو بكر بن عبد الله بن أَبِي سَبْرَة، عن موسى بن عقبة، عن أَبِي حَبِيبَة، قال: رأيت سعدًا القَرَظ يحمل الحَرْبة بين يَدَي عثمان بن عفان.
أخبر محمد بن عمر، قال: حدثني أبو بكر بن عبد الله بن أَبِي سَبْرَة، عن أبي سعدٍ، عن أُمِّهِ قالت: نظرتُ إلى عثمان في حَصْرِه وعَلِيٌّ يصلّي بالناسِ العيدَ في الأضحى، فرأيتُ سعدًا القَرَظ يحملُ أَمَامَهُ العَنَزَةَ.

## روايته للحديث النبوي
- عن عمار بن سعد، عن أبيه «أنه كان يؤذن يوم الجمعة، على عهد رسول الله صَلى الله عَليه وسَلم إذا كان الفيء مثل الشراك»[8]
- عن عمار بن سعد، عن أبيه «أن رسول الله صَلى الله عَليه وسَلم كان إذا خطب في الحرب، خطب على قوس، وإذا خطب في الجمعة، خطب على عصا».[9]
- عن عمار بن سعد، عن أبيه «أن النبي صَلى الله عَليه وسَلم كان يخرج إلى العيد ماشيا، ويرجع ماشيا».[10]
- عن عمار بن سعد، عن أبيه «أن النبي صَلى الله عَليه وسَلم كان إذا خرج إلى العيدين، سلك على دار سعيد بن أبي العاص، ثم على أصحاب الفساطيط، ثم انصرف في الطريق الأخرى، طريق بني زريق، ثم يخرج على دار عمار بن ياسر، ودار أبي هريرة إلى البلاط».[11]
- عن محمد بن عمار بن سعد عن جده «كان النبي صَلى الله عَليه وسَلم يكبر في العيدين في الأولى سبعاً، وفي الأخرى خمساً، وكان يبدأ بالصلاة قبل الخطبة».[12]